# Belohinidae
Belohinidae je čeleď brouků, jež jsou endemitní na jižním Madagaskaru. Byla pojmenována R. Paulianem v roce 1959. Zahrnuje jediný druh, polyfágního Belohina inexpectata. Je známo pouze šest jeho exemplářů.